# Kentucky Derby 1934
Kentucky Derby 1934 var den sextionde upplagan av Kentucky Derby. Löpet reds den 5 maj 1934 över 1 1⁄4 miles (2 012 m). Löpet vanns av Cavalcade som reds av Mack Garner och tränades av Robert Augustus Smith.
13 hästar deltog i löpet. Med segern blev Isabel Dodge Sloane från Brookmeade Stable den femte kvinnan som ägt en segrande häst i löpet.

## Resultat
| P  | Häst         | Jockey             | Tränare               | Ägare                        | Tid     |
| -- | ------------ | ------------------ | --------------------- | ---------------------------- | ------- |
| 1  | Cavalcade    | Mack Garner        | Robert Augustus Smith | Brookmeade Stable            | 2:04.00 |
| 2  | Discovery    | John Bejshak       | Joseph H. Stotler     | Alfred Gwynne Vanderbilt Jr. |         |
| 3  | Agrarian     | Charles Kurtsinger | George H. Strate      | Mrs. Frank J. Heller         |         |
| 4  | Mata Hari    | John Gilbert       | Clyde Van Dusen       | Dixiana Stable               |         |
| 5  | Peace Chance | Wayne D. Wright    | Pete Coyne            | Joseph E. Widener            |         |
| 6  | Spy Hill     | Silvio Coucci      | Marshall Lilly        | Greentree Stable             |         |
| 7  | Time Clock   | Dominick Bellizzi  | Robert Augustus Smith | Brookmeade Stable            |         |
| 8  | Singing Wood | Robert Jones       | James W. Healy        | Mary E. Whitney              |         |
| 9  | Bazaar       | Don Meade          | Herbert J. Thompson   | Edward R. Bradley            |         |
| 10 | Speedmore    | Francis Horn       | Clarence Buxton       | Jerome H. Louchheim          |         |
| 11 | Sgt. Byrne   | Sam Renick         | James Ritchie         | John Simonetti               |         |
| 12 | Sir Thomas   | Anthony Pascuma    | Albert B. Gordon      | Albert B. Gordon             |         |
| 13 | Quasimodo    | J. H. James Burke  | Allie C. Dettwiler    | Mrs. Bessie Franzheim        |         |

Segrande uppfödare: F. Wallis Armstrong (NJ)